# Ruoff Music Center
O Ruoff Music Center  (anteriormente Klipsch Music Center e Verizon Wireless Music Center, e originalmente conhecido como Deer Creek Music Center) é uma arena multi-uso, um anfiteatro ao ar livre, de propriedade da Live Nation, localizado em Noblesville, Indiana. 
O centro é o maior espaço de música ao ar livre na área metropolitana de Indianapolis, com 6.000 lugares sob um pavilhão e 18.000 vagas no gramado. É utilizado principalmente para grandes shows, mas também é freqüentemente um anfitrião para formaturas do ensino médio e comícios políticos. Foi inaugurado em 1989 em um local ao longo de Sand Creek, ao norte da saída 210 na Interstate 69, perto da junção do ex-Indiana State Route 238 (na época também conhecido como Greenfield Avenue; agora reconstruído e renomeado como Sudeste Parkway), 146 Street, e Boden Road.